# Historical Figures and Ancient Heads
Historical Figures and Ancient Heads je šesté studiové album americké bluesové skupiny Canned Heat, vydané v roce 1971 u United Artists. Jedná se o první album, na kterém se nepodílel původní člen Alan „Blind Owl“ Wilson, který zemřel v září roku 1970 v 27. letech.

## Seznam skladeb
| Pořadí | Název                               | Autor                       | Délka |
| ------ | ----------------------------------- | --------------------------- | ----- |
| 1.     | Sneakin' Around                     | Jessie Mae Robinson         | 4:53  |
| 2.     | Hill's Stomp                        | Joe Scott-Hill              | 3:03  |
| 3.     | Rockin' with the King               | Little Richard, Skip Taylor | 3:17  |
| 4.     | I Don't Care What You Tell Me       | Charles Lloyd               | 3:58  |
| 5.     | Long Way from L.A.                  | Jud Baker                   | 3:05  |
| 6.     | Cherokee Dance                      | Robert Landers              | 4:25  |
| 7.     | That's All Right                    | Jimmy Rogers                | 5:30  |
| 8.     | Utah                                | Canned Heat                 | 8:25  |
| 9.     | Long Way from L.A. (Single Version) | Jud Baker                   | 2:53  |

## Sestava

### Canned Heat
- Bob Hite – zpěv
- Joe Scott Hill – rytmická kytara, zpěv
- Henry Vestine – sólová kytara
- Tony de la Barreda – basová kytara
- Adolfo „Fito“ de la Parra – bicí, piáno

### Hosté
- Little Richard - piáno, zpěv
- Clifford Solomon - saxofon
- Charles Lloyd - flétna
- Harvey Mandel – kytara